# Aminoglikozydy

Kanamycyna

Aminoglikozydy, antybiotyki aminoglikozydowe (ATC J 01 G) – grupa bakteriobójczych antybiotyków o szczególnym znaczeniu w zwalczaniu groźnych zakażeń wywołanych bakteriami Gram-ujemnymi.

## Mechanizm działania
Działanie bakteriobójcze polega na zakłócaniu syntezy białek bakteryjnych, w tym tych, które wchodzą w skład błony komórkowej. Aktywność biologiczną aminoglikozydów determinują wolne grupy hydroksylowe i aminowe przy cząsteczkach aminocukrów. Antybiotyki te wiążą się w sposób trwały z podjednostką 30S rybosomu bakteryjnego, zajmując miejsce A (akceptor aminoacylowy) i w ten sposób zakłócają interakcję kodonu (w mRNA) z antykodonem obecnym w tRNA w rybosomie. W konsekwencji prowadzi to do zaburzenia odczytu informacji genetycznej i zahamowania syntezy białek bakteryjnych. Brak zdolności produkowania białka uniemożliwia bakteriom dalszy rozwój oraz upośledza ochronną funkcję błony komórkowej, która pozbawiona budujących ją elementów staje się bardziej przepuszczalna.
Zanim jednak antybiotyk będzie mógł zadziałać w ten sposób, musi dostać się do wnętrza komórki bakteryjnej. Transport leku jest aktywny i zachodzi przy udziale tlenu i energii. Ulega zatem zahamowaniu w warunkach beztlenowych i przy niskim pH. Przenikanie do komórki bakteryjnej ulega nasileniu w obecności związków blokujących biosyntezę ściany – np. antybiotyków β-laktamowych. Z tego względu aminoglikozydy i β-laktamy wykazują synergizm działania.
W wyższych stężeniach aminoglikozydy mogą również bezpośrednio uszkadzać błonę komórkową bakterii.
Nieco inny mechanizm działania ma streptomycyna. Wywołuje ona efekt przeciwbakteryjny dzięki niszczeniu kompleksu rybosomu z mRNA co również uniemożliwia komórce bakteryjnej syntezę białka.
Oporność drobnoustrojów na te antybiotyki może wynikać z:
- obecności bakteryjnych enzymów, które modyfikują i blokują wolne grupy -OH i -NH odpowiedzialne za działanie.
- zmiany sekwencji aminokwasów (budowy) rybosomu – antybiotyk nie może połączyć się z miejscem A w rybosomie i wywrzeć swojego działania

## Działania niepożądane
Aminoglikozydy należą do antybiotyków toksycznych. Wykazują:
- ototoksyczność – uszkodzenie ucha wewnętrznego – aminoglikozydy uszkadzają komórki rzęsate błędnika, powodują zahamowanie produkcji białka intensywnie syntetyzowanego w uchu wewnętrznym, co powoduje zaburzenia słuchu i równowagi. Niektóre leki potęgują działanie ototoksyczne aminoglikozydów, np. furosemid, salicylany. Antybiotyki te są bardziej niebezpieczne dla niemowląt i ludzi w wieku starczym.
- nefrotoksyczność – aminoglikozydy uszkadzają komórki miąższu nerek, przyczyną jest bezpośrednie działanie endotoksyn powstałych z rozbitych bakterii. Następuje również martwica kanalików nerkowych. Uszkodzenie to występuje najczęściej po 5 – 7 dniu leczenia (wskaźnikiem jest wynik badania moczu). Objawy te są odwracalne, po odstawieniu leku następuje regeneracja kanalików.
- działanie kuraropodobne – mogą wywołać blok nerwowo – mięśniowy na etapie synapsy. Wynika to z ich właściwości stabilizowania błony komórkowej i zmniejszania wrażliwości płytki motorycznej na acetylocholinę (Ach). Wykryto też, że uwalniają acetylocholinę z zakończeń nerwowych. Blokadę tę można przerwać podając inhibitor esterazy cholinowej i preparaty wapnia. Najsilniejsze działanie kuraropodobne wykazują: streptomycyna, neomycyna, kanamycyna

Poza tym aminoglikozydy mogą działać szkodliwe na:
- układ krążenia – w związku z działaniem błonowym aminoglikozydów wywierają działanie depresyjne na serce, wpływają na ciśnienie krwi, zmniejszają też rzut serca.
- układ pokarmowy – powodują uszkodzenie śluzówki jamy ustnej powodując nadżerki i owrzodzenia. Działanie to może dotyczyć całego przewodu pokarmowego. Uszkadzając kosmki jelitowe antybiotyki mogą wywołać zespół złego wchłaniania, np. neomycyna stosowana kilka dni doustnie wzmaga wydalanie z kałem Na+, K+, azotu i tłuszczów. Poza tym aminoglikozydy upośledzają wchłanianie witaminy A, D i B. Powodują też obniżenie cholesterolu w ustroju.

Wpływ na płód – aminoglikozydy dobrze przenikają przez łożysko, mogą powodować uszkodzenie słuchu u płodu.

## Podział i przykłady
Do grupy aminoglikozydów należą, między innymi:
- pochodne naturalne: streptomycyna, neomycyna, gentamycyna, sisomycyna, kanamycyna, tobramycyna
- pochodne półsyntetyczne: netelmicyna, amikacyna, dibekacyna.

### Podział na generacje
Aminoglikozydy I generacji: streptomycyna, paromomycyna, neomycyna, kanamycyna
Aminoglikozydy II generacji: gentamycyna, netylmycyna, sisomycyna, tobramycyna, amikacyna
Aminoglikozydy III generacji: daktynomycyna, sepamycyna

## Spektrum przeciwbakteryjne i zastosowanie
Aminoglikozydy działają na:
- bakterie Gram-ujemne, zwłaszcza pałeczki duru, czerwonki, okrężnicy (Escherichia coli), krztuśca, tularemii, ropy błękitnej (Pseudomonas aeruginosa) i innych (nie działają na bakterie z rodzaju Haemophilus);
- prątki gruźlicy (najwyższą aktywność ma streptomycyna);
- gronkowce (tylko niektóre preparaty);
- paciorkowce (synergizm z β-laktamami poprzez zwiększenie ich przepuszczalności), np. leczenie zapalenia wsierdzia.

Nie wszystkie antybiotyki tej grupy wykazują identyczną aktywność wobec określonych szczepów bakteryjnych.
Streptomycyna i kanamycyna nie są obecnie wykorzystywane do leczenia infekcji szczepami bakterii Gram-ujemnych, oporność wobec pozostałych przedstawicieli tej grupy jest zróżnicowana. Najwięcej szczepów opornych stwierdza się na gentamycynę i tobramycynę, a najmniej na amikacynę.
Aminoglikozydy, ze względu na dużą siłę działania, ale też znaczną toksyczność, stosuje się do leczenia ciężkich zakażeń. Wykorzystuje się je do leczenia m.in.: gruźlicy, zapalenia opon mózgowych, zapalenia dróg moczowych i żółciowych, zapalenia wsierdzia, dżumy, tularemii, zakażeń pałeczkami ropy błękitnej, zakażeń dróg pokarmowych (czerwonka, dur) oraz do wyjaławiania przewodu pokarmowego przed zabiegami chirurgicznymi.
Skuteczność działania zależy od szczytowego (najwyższego) stężenia leku w miejscu działania, a nie od utrzymywania się stężenia powyżej minimalnego hamującego przez dłuższy czas (jak to ma miejsce w przypadku penicylin). Lepiej jest zatem podać jednorazowo większa dawkę leku niż podawać przez wiele dni niewielkie dawki.
W przypadku aminoglikozydów obserwuje się efekt poantybiotykowy. Działanie niszczące na drobnoustroje utrzymuje się jeszcze przez pewien czas po wydaleniu leku z ustroju.